# Axel Österlöf
John Axel Josef Österlöf, född den 19 mars 1869 i Stockholm, död där den 9 november 1953, var en svensk jurist och företagsledare.
Österlöf avlade hovrättsexamen vid Uppsala universitet 1892. Han blev tillförordnad fiskal i Svea hovrätt 1899, adjungerad ledamot där 1901, ordinarie fiskal 1903, assessor 1904, tillförordnad revisionssekreterare 1905, konstituerad revisionssekreterare 1908, ordinarie revisionssekreterare 1909, sakkunnig i Jordbruksdepartementet 1909 och i Finansdepartementet 1908 och 1910(–1913). Österlöf var häradshövding i Sollentuna och Färentuna domsaga 1916–1921 och verkställande direktör i brandförsäkringsaktiebolaget Fenix 1921–1939, i försäkringsaktiebolaget Heimdall 1928–1939. Han publicerade Redogörelse för lärlingslagstiftningen och industrin i Österrike, Tyskland och Schweiz (1911). Österlöf blev riddare av Nordstjärneorden 1910 och kommendör av andra klassen av samma orden 1925.